# IC 1310
Berkeley 50 (IC 1310) — Зоряне скупчення типу II1p () у сузір'ї Либідь.
Цей об'єкт міститься в оригінальній редакції індексного каталогу.